# Graue Zwergbeutelratte
Die Graue Zwergbeutelratte (Tlacuatzin canescens) ist eine Säugetierart aus der Familie der Beutelratten (Didelphidae), die in Mexiko im Süden des Isthmus von Tehuantepec in den Bundesstaaten Oaxaca und im westlichen Chiapas vorkommt.

Das Verbreitungsgebiet von Tlacuatzin canescens

## Merkmale
Von den fünf für die Erstbeschreibung vermessenen Exemplare hatten die drei Männchen eine Gesamtlänge von 26,6 bis 28,8 Zentimeter, eine Kopf-Rumpf-Länge von 13,4 bis 13,8 Zentimeter und einen 14,2 bis 15 Zentimeter langen Schwanz. Die zwei weiblichen Tiere hatten eine Gesamtlänge von 24,9 bis 26,8 Zentimeter, eine Kopf-Rumpf-Länge von 11,4 bis 12,6 Zentimeter und einen 13,4 bis 14,2 Zentimeter langen Schwanz. Der Schwanz ist also immer etwas länger als die Kopf-Rumpf-Länge. Das Fell ist kurz, dicht und dick. Der Rücken ist grau mit einem leicht rötlichen Einschlag bei einigen Exemplaren, die Bauchseite ist weißlich mit einem hellgelben Einschlag. Die Augen sind von einem schwärzlichen Ring umgeben, der sich auch nach vorn in Richtung der Nase erstreckt. Die Region zwischen den Augen, die Wangen und der Nacken sind gelblich-grau und heller als der Rücken. Die Ohren sind breit, rund und haarlos. Der Schwanz ist abgesehen von der behaarten Basis, haarlos, einfarbig hellbraun gefärbt oder mit fleischfarben gefleckt. Die Pfoten sind auf ihrer Oberseite mit grauen oder gelblich-weißen Haaren bedeckt.

## Systematik
Die Graue Zwergbeutelratte wurde 1893 durch den US-amerikanischen Zoologen Joel Asaph Allen unter der Bezeichnung Didelphis canescens beschrieben. Terra typica ist der Isthmus von Tehuantepec. 1897 und 1898 folgten die Beschreibungen weiterer Arten bzw. Unterarten. Nach Didelphis (Opossums) wurden die Taxa in der Gattung der Zwergbeutelratten (Marmosa) eingeordnet. Deutliche Unterschiede im Bau des Schädels und der Zähne sowie in der Chromosomenzahl haben dazu geführt, dass der amerikanische Mammaloge Robert S. Voss und seine Kollegin Sharon A. Jansa 2003 die neue Gattung Tlacuatzin einführten. Im Beuteltierband des Handbook of the Mammals of the World (2015), einem Standardwerk zur Säugetierkunde, wird eine Art (Tlacuatzin canescens) mit vier Unterarten anerkannt. Im Februar 2018 erhoben drei Zoologen die Unterarten von Tlacuatzin canescens zu selbständigen Arten und beschrieben eine weitere, so dass die Gattung Tlacuatzin seitdem aus fünf Arten besteht und die Bezeichnung Tlacuatzin canescens nur noch für die Tiere vom Isthmus von Tehuantepec gültig ist.

## Belege
1. 1 2  Joel Asaph Allen (1893): Description of a new species of opossum from the Isthmus of Tehuantepec, Mexico. Bulletin of the American Museum of Natural History 5:235–236.
2. 1 2  Clinton Hart Merriam (1897): Description of two new murine opossums from Mexico. Proceedings of the Biological Society of Washington 11:43–44.
3. ↑  Joel Asaph Allen (1898): Description of new mammals from Western Mexico and Lower California. Bulletin of the American Museum of Natural History 10:143–158.
4. ↑  Clinton Hart Merriam (1898): Mammals of Tres Marias Islands, off western Mexico. Proceedings of the Biological Society of Washington 12:13–19.
5. ↑  Robert S. Voss & Sharon A. Jansa (2003): Phylogenetic studies on didelphid marsupials II. Nonmolecular data and new IRBP sequences: Separate and combined analyses of didelphine relationships with denser taxon sampling. In: Bulletin of the American Museum of Natural History. Vol. #276, S. 1–82
6. ↑  Diego Astúa: Family Didelphidae (Opossums). In: Don E. Wilson, Russell A. Mittermeier: Handbook of the Mammals of the World. Band 5: Monotremes and Marsupials. Lynx Editions, 2015, ISBN 978-84-96553-99-6, S. 147.
7. ↑  Jésica Arcangeli, Jessica E. Light, Fernando A. Cervantes: Molecular and morphological evidence of the diversification in the gray mouse opossum, Tlacuatzin canescens (Didelphimorphia), with description of a new species. Journal of Mammalogy, Volume 99, Issue 1, Februar 2018, S. 138–158, doi: 10.1093/jmammal/gyx173